# 왕시명
왕시명(1987년 1월 29일 ~ )은 대한민국출신의 배우이다.

## 학력
- 단국대학교 예술디자인대학 공연영화학부 학사

## 출연작

### 드라마
- 《달려라 고등어》 (SBS, 2007년)
- 《몬스터》 (MBC, 2016년) - L 역
- 《불야성》 (MBC, 2016년) - 킬러 역
- 《엽기적인 그녀》 (SBS, 2017년)

### 뮤지컬
- 《두 드림 러브》 (2008년) - 멀티 역
- 《겨울연가》 (2011년) - 멀티 역
- 《지킬 앤 하이드》 (2013년)
- 《두 도시 이야기》 (2013년) - 가벨 역
- 《고스트》 (2013년) - 올란도 역
- 《레베카》 (2014년) - 호리지 역
- 《엘리자벳》 (2015년) - 바티아니 역
- 《금강, 1894》 (2017년) - 홍계훈 역
- 《타이타닉》 (2017년) - 윌리엄 머독 역
- 《언더 그라운드》 (2018년) - 왕씨&싸일런쓰 역

### 방송
- 《글로벌 연애의 정석 99》 (SBS Plus, 2015)[3]